# OK-Kaugummi
OK war ein von 1946 bis 1987 in Deutschland ansässiger Süßwarenhersteller.

## Geschichte
Gegründet wurde das Unternehmen kurz nach dem Zweiten Weltkrieg durch Walter Schumann in Hamburg. 1952 verlegte das Unternehmen seinen Firmensitz nach Pinneberg. OK wurde in Deutschland zu einem der führenden Unternehmen in der Herstellung von Kaugummiprodukten.
Besondere Bekanntheit erlangten die Kaugummiprodukte vor allem in den 1960er und 1970er Jahren durch ein in jeder Verpackung beigefügtes Sammelbild. Vor allem Sammelbilder mit Filmszenen aus Western, aber auch den Comicfiguren Fix und Foxi waren damals vor allem bei Kindern sehr beliebt.
Ende der 1970er Jahre verkaufte OK ein komplettes Produktionswerk an die DDR. Gebaut wurde dieses Werk in Bernburg (Saale). Dort übernahm man auch das Sammelbildkonzept mit Bildern aus der DDR-Kinderzeitschrift FRÖSI.
Mitte der 1980er Jahre geriet das Unternehmen durch zu hohe Werbekosten (u. a. Sammelbilder) in Schieflage. Von den ehemals 260 Mitarbeitern mussten daraufhin 80 entlassen werden. 1987 wurde das Pinneberger Werk endgültig geschlossen.
Das Werk in Bernburg (Saale) wurde 1993 von „Wohlgemuth Süßwaren“ übernommen und existiert bis heute (Stand: 2021).

## Sortiment und Sammelbilder
Produkte im Sortiment von OK waren: Cool & Fresh, Bubbler, Bunterlei, Big Fun, Top Fruit, Kinderland, Bubble Ball, Spacer, Top Mint, 2=1, Big Bub, Micky Gum und Big Ball.
Sammelbilder wurden herausgegeben zu den Themen: Fix&Foxy, Bonanza, Wild West, Robin Hood, Fußball-WM Argentina'78 und Tattoo.